# 狄奧多拉·坎塔庫澤娜
狄奧多拉·坎塔庫澤娜（希臘語：Θεοδώρα Καντακουζηνή；1332年—1381年），拜占廷帝國皇帝约翰六世的女儿，后与奧斯曼帝國贝伊奥尔汗一世结婚，婚後改名瑪利亞可敦。

## 生平
狄奧多拉是约翰六世的女兒之一，在1346年1月因约翰六世要與约翰五世争奪拜占庭帝国皇帝之位，並意图巩固与奧斯曼帝國的聯盟，她被許配給了贝伊奥尔汗一世。她在婚後仍保留東正教信仰，没有改宗伊斯蘭教，並積極支持基督徒在奧斯曼帝國統治下的生活。1347年，她生下了她唯一的孩子哈利勒王子。但之后哈利勒王子不幸被熱那亞海盜擄走，最後在约翰五世干涉下獲釋，並與約翰五世和海伦娜·坎塔库泽努斯（狄奥多拉的妹妹）的女兒伊琳娜結婚，并育有两个儿子。